# If I Should Fall from Grace with God
If I Should Fall From Grace with God è un album dei Pogues, pubblicato nel 1988 per la casa discografica Island e in Europa per la WEA, n. cat. 24 4493-1. Il disco è stato prodotto da Steve Lillywhite.

## Il disco
Questo fu il primo album dopo che Cait O'Riordan lasciò il gruppo, al suo posto entrarono il bassista Darryl Hunt e Terry Woods, musicista in grado di suonare vari strumenti.
Nel disco compaiono gli stili più disparati, includendo pezzi Jazz, Spanish folk e Middle Eastern folk,  che verranno poi ripresi anche nell'ultimo album del gruppo con Shane MacGowan, Hell's Ditch.
La maggior parte dei brani sono comunque impregnati di atmosfere irish folk. Ritroviamo inoltre ballade intrise di impegno sociale, come Thousands are Sailing, e una delle canzoni di natale più famose di tutti i tempi, Fairytale of New York con la cantante Kirsty MacColl.
Nella copertina ritroviamo le immagini dei membri della band, la quarta foto a partire da sinistra raffigura invece il celebre scrittore James Joyce.

## Tracce
1. If I Should Fall from Grace with God (Shane MacGowan) - 2:24
2. Turkish Song of the Damned (MacGowan/Jem Finer) - 3:30
3. Bottle of Smoke (MacGowan/Finer) - 2:50
4. Fairytale of New York (MacGowan/Finer) - 4:39
5. Metropolis - 2:53
6. Thousands Are Sailing (Phil Chevron) - 5:31
7. Fiesta (MacGowan/Finer) - 4:15
8. Medley: The Recruiting Sergeant/The Rocky Road to Dublin/The Galway Races (Traditional) - 4:04
9. Streets of Sorrow/Birmingham Six (MacGowan/Terry Woods) - 4:41
10. Lullaby of London (MacGowan) - 3:34
11. Sit Down by the Fire (MacGowan) - 2:21
12. The Broad Majestic Shannon (MacGowan) - 2:54
13. Worms (Traditional) - 1:08

### Tracce bonus
Nel 2004 è stata pubblicata una versione dell'album rimasterizzata e ampliata con 6 bonus tracks
1. The Battle March Medley (Woods)*
2. The Irish Rover (Joseph Crofts/Traditional)
3. Mountain Dew (Traditional)
4. Shanne Bradley (MacGowan)
5. Sketches of Spain (The Pogues)
6. South Australia (Traditional)*

*Questa traccia è presente anche nella versione CD del disco.